# Hendrick Bloemaert
Hendrick Bloemaert (Utrecht, circa de 1601-1602 - Utrecht, desembre de 1672) fou un poeta, pintor i gravador neerlandès, que va pertànyer a l'Edat d'Or holandesa. És el més famós de la família d'artistes Bloemaert.

## Biografia
Nascut a Utrecht, fill d'Abraham Bloemaert, impulsor de l'escola d'Utrecht, amb qui es va formar, i germà gran de Cornelis Bloemaert. Al febrer de 1627 junt amb Paulus Moreelse i Thomas Knyf va signar un document a Roma, que és l'únic testimoni de la seva presència a la Ciutat Eterna, a la qual va poder arribar un any abans. El 1630 es trobava novament a Utrecht, on el 1631 va contreure matrimoni amb Margaretha van der Eem, filla d'un advocat. Entre 1630 i 1632 va ingressar en el gremi de Sant Lluc del que va ser escollit degà algunes vegades, la primera d'elles el 1643.
Pintor de retrats i retrats de grup -Repartiment als pobres per Maria van Pallaes fundadora de l'hospici nomenat de les XII Cambres, retratada amb els seus fills -, d'escenes de gènere -molt sovint amb una única figura de mig cos o de tres quarts, com el Cuiner del Centraal Museum -, i de motius historiats, incloent els assumptes evangèlics i mitològics, Hendrick Bloemaert va cultivar també la poesia i el 1650 -o 1656- va sortir publicada a Utrecht la seva traducció en vers del drama pastoral de Giovanni Battista Guarini, Il pastor Fido, seguida el 1670 de la traducció de L'Annibale in Càpua de Nicolò Berengan.

## Galeria
|  |  |  |